# Andrei Negru
Andrei Negru (n. 28 iulie 1937, Stoicani, raionul Soroca, Republica Moldova – d. 21 decembrie 2011) a fost un savant - botanist moldovean recunoscut în multe țări, academician, doctor habilitat, profesor universitar. Membru corespondent și membru titular al Academiei de Științe a Moldovei.
Este fondator al Școlii Paleobotaniștilor din Republica Moldova.

## Biografie
A absolvit Facultatea de biologie și chimie a Institutului pedagogic din Tiraspol (1960). Activitatea pedagogică o începe în calitate de profesor de biologie la școala medie din satul Pragila, raionul Florești (1960 - 1961).

## Activitate științifică
În 1963 - 1966 activează în calitate de lector-asistent la Catedra de Botanică la Institutul Pedagogic din Tiraspol. În anul 1966 își continuă studiile la doctorantură la Institutul de Botanică „V. L. Kamarov” al Academiei de Științe a Federației Ruse din Sankt-Petersburg. Susține teza doctor în științe biologice (1969), de doctor habilitat (1986). Devine ales profesor universitar (1986).
În anii 1969 - 2011 a activat ca cercetător științific, șef de laborator (1976-1981), director adjunct pentru probleme de știință (1981-1987), director al Grădinii Botanice (Institut) (1988-1996), profesor universitar la USM (1996-2003), șef de laborator la Grădina Botanică (Institut) (2006-2011).
A descoperit peste 120 taxoni fosili de plante, noi pentru știință. De o apreciere înaltă se bucură lucrările fundamentale în domeniul conservării biodiversității forestiere, plantelor rare și sistematicii florei spontane contemporane a Basarabiei, precum și activitatea sa în construcția și amenajarea peisagistică a Grădinii Botanice.
Autor a peste 300 de lucrări științifice, inclusiv 14 monografii.